# 槍神紀
《槍神紀》是由琳瑯天上開發，騰訊在2012年3月21日營運的一款多人第三人稱射擊電子遊戲。琳琅天上工作室解散天美J4工作室接手。天美J4工作室已于2016年五一之前解散，枪神纪并入研发逆战的天美J3工作室下。

## 遊戲內容

### 職業
- 刀锋
- 烈焰
- 雙槍
- 狙擊
- 導彈
- 機槍
- 醫生
- 榴彈
- 工程師

#### 特殊職業
- 槍神
- 影族
- 血族
- 獵魔人

### 遊戲模式
- 终结者游戏
- 无间竞技
- 欢乐夺宝
- 练习模式
- 攻防模式
- 骇客行动
- 挑战模式
- 审判模式
- 暮光模式
- 爆破模式
- 团队竞技
- 刀锋酷跑
- 巨人模式
- 英雄觉醒
- 生化浩劫
- 生死护卫队
- 竞速护卫队
- 近战竞技
- 时空秘境

## 批評
這款遊戲的預告片被網民發現抄襲《DmC：惡魔獵人》的預告片，此事被發現後，騰訊受到遊戲界的譴責。此外，這款遊戲被網民指是抄襲《絕地要塞2》和《絕對武力》的地圖、遊戲模式、職業和武器等。有一个职业：刀锋的形象与电影《美少女特攻队》的主角十分相似。

## 争议
在不删档测试中的许多修改导致了大部分删档测试中的精英玩家流失。（此时可能已经更换了制作组）
在15年1月时，官方发表了一篇名为：《2015，枪神纪开发者日志》的公告，其中对于双枪和导弹的修改争议巨大，引发了大量玩家不满。
并且部分玩家对于双枪的修改存在质疑，官方表面上仅仅取消了“空中接力”技能，实际上对于走墙走墙技也进行了修改，这导致了双枪大量跑酷玩法消失，走墙成为鸡肋技能，二段跳和翻滚的极低耗蓝使得双枪在真正战斗时比以往更加难缠和活跃。但大量玩家并不为此而买账，认为官方的是在为后续即将推出的双枪女性英雄皮肤而做出的欲扬先抑之举（现已证明，女性双枪皮肤具有滑翔能力，效果雷同二段跳接空中接力)，在官方论坛等地方怒斥官方无视大量玩家的反应。
随后，官方又修改了烈焰&机枪，从此机枪不能卡点（后恢复）并且都需要更换子弹。在不需要换子弹时，机枪配合工程师可以达到近乎与无限子弹的效果，在攻防模式中尤为重要，工程师也可借此一直增加分数，但此次修改并没有起到较大争议。

## 游戏内细节
- 在玩家贴着墙走的时候，人物会呈现走路的姿势（已被删除，仅付费吸血鬼和审判者保留）
- 在玩家欲进入人满的房间时，系统会提醒：“哥，房间已满，别挤”的字样
- 在解散战队时，取消解散按钮的上方会显示：“还是太年轻”字样
- 在游戏中踢人时可以选择“哥不爽”作为踢人理由（已取消）
- 在“代号 · 夜刃”中 如果玩家选择双枪，则会听到开场前双枪说的一句话“小意思，我可是要超越枪神的男人！”（代号 · 夜刃已被删除）
- “秘密学院”系列皮肤的背景音乐都非常冷门且符合枪神纪独特的风格。
- 游戏内的武器名称都是有规律的，比如刀锋的xx之刃，双枪的xxx者（已不再遵循）
- 仓库内给双枪更皮肤时，双枪的动作会和但丁 (惡魔獵人)在4代中的动作非常相似。

## 外部連結
- 官方网站
- bilibili上的腾讯又一伟大的作品，枪神纪，颇有动作游戏的风格